# Гаронска низина
Гаронската низина (Аквитанска низина) (на френски: Plaine de la Garonne) е обширна низина в югозападната част на Франция, простираща се около средното и долно течение на река Гарона. Площ около 60 000 km². На североизток низината граничи с Централния Френски масив, на юг достига до подножието на Пиренеите, на север постепенно преминава в Лоарската низина, а на запад се мие от водите на Бискайския залив. Средната ѝ надморска височина е около 100 m. Разположена е на мястото на предпланинско тектонско пропадане и е изградена предимно от рохкави кайнозойски наслаги. Надморската ѝ височина постепенно се повишава от Бискайския залив на изток и от север на юг до 200 – 300 m. Характерна особеност за низината е редуването на широки речни долини (Гарона с притоците си и притоците на река Адур) и плоски, на места хълмисти междуречия. Покрай Бискайския залив се простира обширна пясъчна и заблатена низина наречена Ланди с голямо количество езера. На отделни места са запазени масиви от широколистни гори и храсти и изкуствено създадени масиви от борови гори. Земеделски е добре усвоена като се отглеждат тютюн, зърнени култури, овощни градини, лозя. Най-големите населени места са Тулуза, Бордо, Монтобан, Ажан.